# École française internationale de Tirana
L'école française internationale de Tirana (EFIT) est un établissement d'enseignement français non lucratif situé à Tirana en Albanie, fondé en 2011, accueillant environ 200 élèves de la maternelle au collège. Son opérateur est Scolae mundi et elle est partenaire de l'Agence pour l'enseignement français à l'étranger, établissement public du ministère français des Affaires étrangères.